# Cervaria xylinella
Cervaria xylinella är en fjärilsart som beskrevs av Walker 1866. Cervaria xylinella är enda arten i släktet Cervaria som tillhör familjen äkta malar. Inga underarter finns listade i Catalogue of Life.